# 電白区
電白区（でんはくく）は中華人民共和国広東省茂名市に位置する市轄区。

## 歴史
972年（開宝5年）、北宋により電白県が設置された。2014年1月25日、旧茂港区・電白県が廃止され、電白区を設置された。

## 行政区画
下部に5街道、20鎮を管轄する
- 街道
  - 南海街道、高地街道、水東街道、電海街道、陳村街道
- 鎮
  - 馬踏鎮、嶺門鎮、坡心鎮、七逕鎮、樹仔鎮、沙院鎮、麻崗鎮、旦場鎮、小良鎮、霞洞鎮、観珠鎮、沙琅鎮、黄嶺鎮、望夫鎮、羅坑鎮、那霍鎮、博賀鎮、林頭鎮、電城鎮

## 交通

### 鉄道
- 中国鉄路総公司
  - 深湛線
    - 電白駅
    - 馬踏駅

  - 広茂線

### 道路
- 高速道路
  - 瀋海高速道路
  - 包茂高速道路
  - 汕湛高速道路
  - 茂名港高速道路
- 国道
  - G325国道

## 治安
本区では麻崗鎮、樹仔鎮を中心に、知人や上司を装い被害者に電話をかけ、金銭を振り込みさせるという振り込め詐欺を盛んに行っており、警察や社会に関心を呼び起こしている。